# Olympische Winterspiele 1984/Teilnehmer (Ägypten)
| Gelbes Symbol für Goldmedaillen mit stilisierten Olympischen Ringen | Graues Symbol für Silbermedaillen mit stilisierten Olympischen Ringen | Braundes Symbol für Bronzemedaillen mit stilisierten Olympischen Ringen |
| ------------------------------------------------------------------- | --------------------------------------------------------------------- | ----------------------------------------------------------------------- |
| —                                                                   | —                                                                     | —                                                                       |

Ägypten nahm bei den XIV. Olympischen Winterspielen 1984 in Sarajevo zum ersten und bislang einzigen Mal an Winterspielen teil. Einziger Starter war der alpine Skifahrer Jamil El Reedy.

## Teilnehmer nach Sportarten

### Ski Alpin
- Jamil El Reedy
Männer, Abfahrt → 60. (3:13,86 min)
Männer, Riesenslalom → ausgeschieden im 1. Lauf
Männer, Slalom → 46. (2:56,93 min)